# Kasteel Vogelsanck

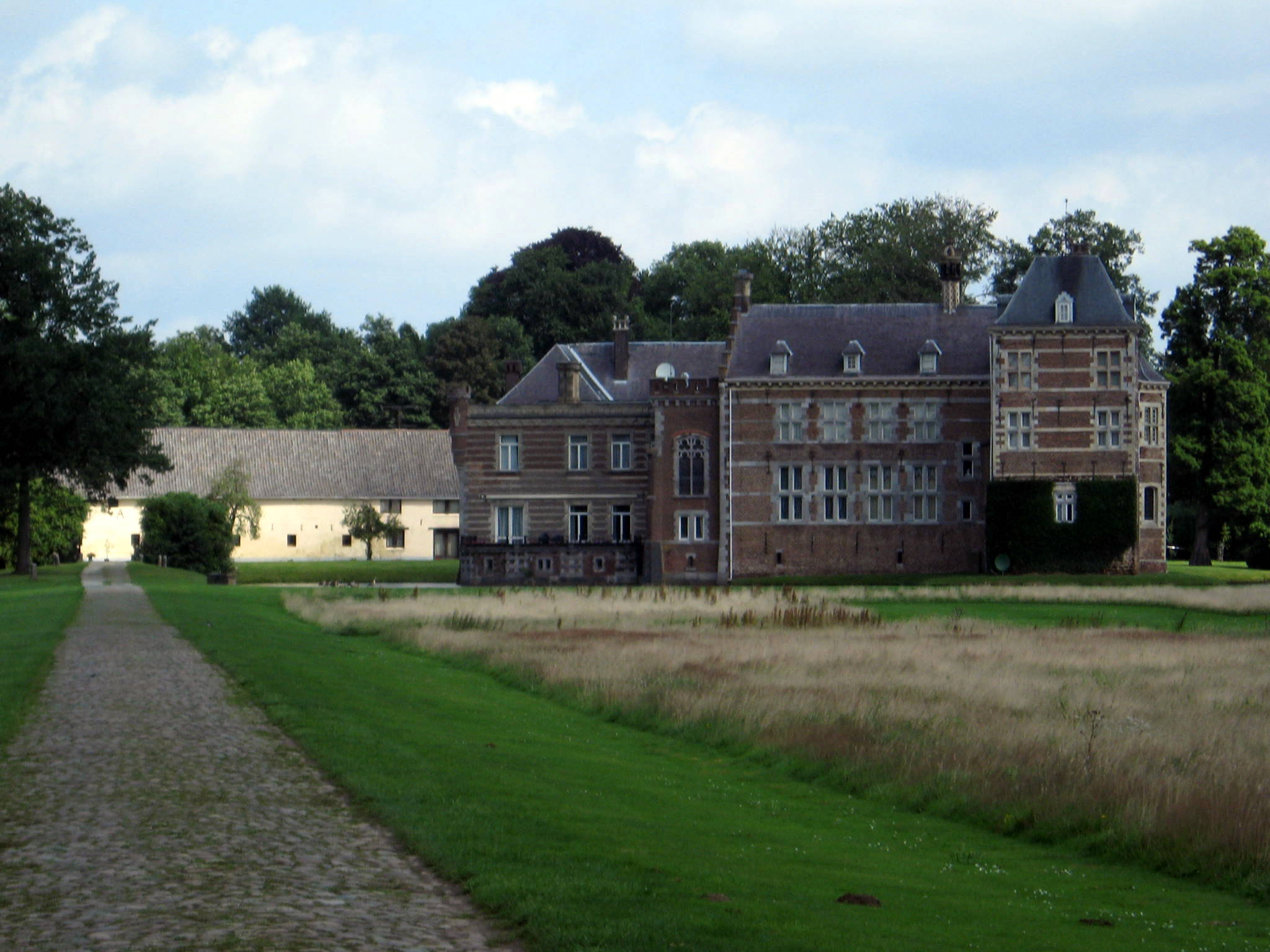
Kasteel Vogelsanck

Het kasteel Vogelsanck is een waterkasteel in Zolder, een deelgemeente van de Belgische gemeente Heusden-Zolder. Het kasteel was van 1308 tot 1795 de bestuurszetel van het vrije Land van Vogelsanck dat bestond uit de huidige deelgemeenten Zolder, Zonhoven, Houthalen, Stokrooie en het zuidelijke deel van Heusden. Sinds 1741 is het kasteel eigendom van de familie de Villenfagne de Vogelsanck.
Het kasteel ligt langs de N72, de verbindingsweg tussen Hasselt en Beringen, die het domein doormidden snijdt. Een lange, smalle gekasseide oprijlaan verbindt het kasteel met de N72.
Kasteel Vogelsanck is niet toegankelijk voor het publiek.

## Het kasteel
De geschiedenis van het kasteel gaat terug tot 1187 toen er reeds sprake was van een jachtgoed van de graven van Loon. Het werd vermeld als Hof van Vogeltsang. Het is niet duidelijk of het hier ging om een grote herenboerderij of er reeds een versterkt gebouw was.
Het oudste gedeelte van de bovenbouw is afkomstig van een donjon in ijzerzandsteen uit de 14e eeuw. Vanaf 1422 werd een versterkte vleugel aan de kasteeltoren toegevoegd en werd het geheel verbouwd tot een kasteel door de toenmalige kasteelheer Hendrik van Bastenaken. Omstreeks 1440 kwam er ook een kapel in de oostvleugel.
Vanaf 1637 werd het bestaande kasteel nogmaals vergroot door Ferdinand van In- en Kniphausen, de toenmalige kasteelheer. De uitbreidingen gebeurden overwegend aan de zuidvleugel in Maaslandse renaissancestijl. Deze vleugel werd ook van een verdieping voorzien. Op de torenbasis werd een nieuwe toren gebouwd in dezelfde stijl. Ook werden er buiten de kasteelomwalling stallen en voorraadschuren gebouwd.
Vanaf 1756 bouwde Jean-Ignace de Villenfagne het kasteel verder uit in een eenvoudige Lodewijk XV-stijl. De oost- en westvleugel werden van een verdieping voorzien en de oostvleugel heeft een rococofronton. In de buurt van het kasteel werd de kasteelboerderij gebouwd.
In 1875 erfde Jules de Villenfagne de Vogelsanck het kasteel. Hij was gehuwd met lady Camille de Preston. Onder haar bezieling veranderden het kasteel en het park grondig van aanblik. De zuidwestelijke gevel en het poortgebouw werden uitgebouwd in neotudorstijl.

## Het park
Het kasteel is omgeven door een groot park. Het eerste park werd aangelegd in de tweede helft van de 17e eeuw door Ferdinand van In- en Kniphausen. Hij liet zich inspireren door de Franse renaissancetuinen. Op het einde van de 18e eeuw werden het park verder uitgebreid door Jean Louis de Villenfagne. Hij liet een volledig arboretum aanplanten met zo'n 150 inheemse en uitheemse boomsoorten.
Lady Preston, de echtgenote van Jules de Villenfagne, verving de Franse tuin door een Engelse tuin die veel groter was en waarin veel meer water voorkwam dan voorheen. In de grote vijver werd een eiland met beplanting aangelegd. Veel van deze beplantingen zijn nog steeds aanwezig in het park dat een oppervlakte heeft van 5 hectare.

## Kasteelheren van Vogelsanck
1. 1308-1333: Godfried van Heinsberg, schoonzoon van Arnold V van Loon
2. 1333-1335: Diederik van Heinsberg, zoon van Godfried
3. 1336-1367: Arnold van Rummen, neef van Diederik (eerste jaren was hij minderjarig)
4. 1367-1386: Jan van Hamal, schoonbroer van Arnold
5. 1386-1387: Jan van der Marck, kleinzoon van Jan
6. 1387-1422: Engelbert van der Marck, broer van Jan
7. 1422-1455: Hendrik van Bastenaken, neef van Engelbert
8. 1457-1487: Jan van Elter, kleinzoon van Hendrik (minderjarig tot 1457; zijn moeder regeerde in zijn plaats)
9. 1487-1518: Jan II van Elter, zoon van Jan
10. 1518-1529: Jan III van Elter, zoon van Jan II
11. 1543-1565: Joris van Elter, zoon van Jan III (minderjarig tot 1543; zijn moeder Johanna van Cotereau regeerde in zijn plaats)
12. 1565-1579: Catharina van Bronckhorst-Batenburg-Steyn, vrouw van Joris
13. 1581-1604: Ico van In- en Kniphausen, schoonzoon van Joris en Catharina
14. 1604-1616: Tido van In- en Kniphausen, zoon van Ico
15. 1616-1643: Margaretha de Cock van Delwijnen, vrouw van Tido
16. 1644-1699: Ferdinand van In- en Kniphausen, zoon van Tido en Margaretha
17. 1699-1716: Jan Frederik van Elter, door aanduiding van de Luikse prins-bisschop
18. 1716-1724: Charlotte van Elter, zus van Jan Frederik
19. 1724-1740: Emmanuel van Nassau-Siegen, neef van Charlotte
20. 1740-1741: Jan Willem de Souza y Pacheco, neef van Emmanuel
21. 1741-1756: Gilles Lambert de Villenfagne, burgemeester van Luik, door aankoop van het domein
22. 1756-1789: Jean Ignace de Villenfagne, neef van Gilles Lambert
23. 1789-1823: Jean Louis de Villenfagne, zoon van Jean Ignace
24. 1823-1847: Louis Ignace I de Villenfagne, broer van Jean Louis
25. 1847-1875: Louis Ignace II de Villenfagne, zoon van Louis Ignace I
26. 1875-1904: Jules de Villenfagne de Vogelsanck, zoon van Louis Ignace II
27. 1904-1930: Leon de Villenfagne de Vogelsanck, neef van Jules
28. 1930-1976: Jean de Villenfagne de Vogelsanck, zoon van Leon
29. 1976-2015: Henri de Villenfagne de Vogelsanck, zoon van Jean
30. 2015- heden: Claude de Villenfagne de Vogelsanck, zoon van Henri